# Apotekare

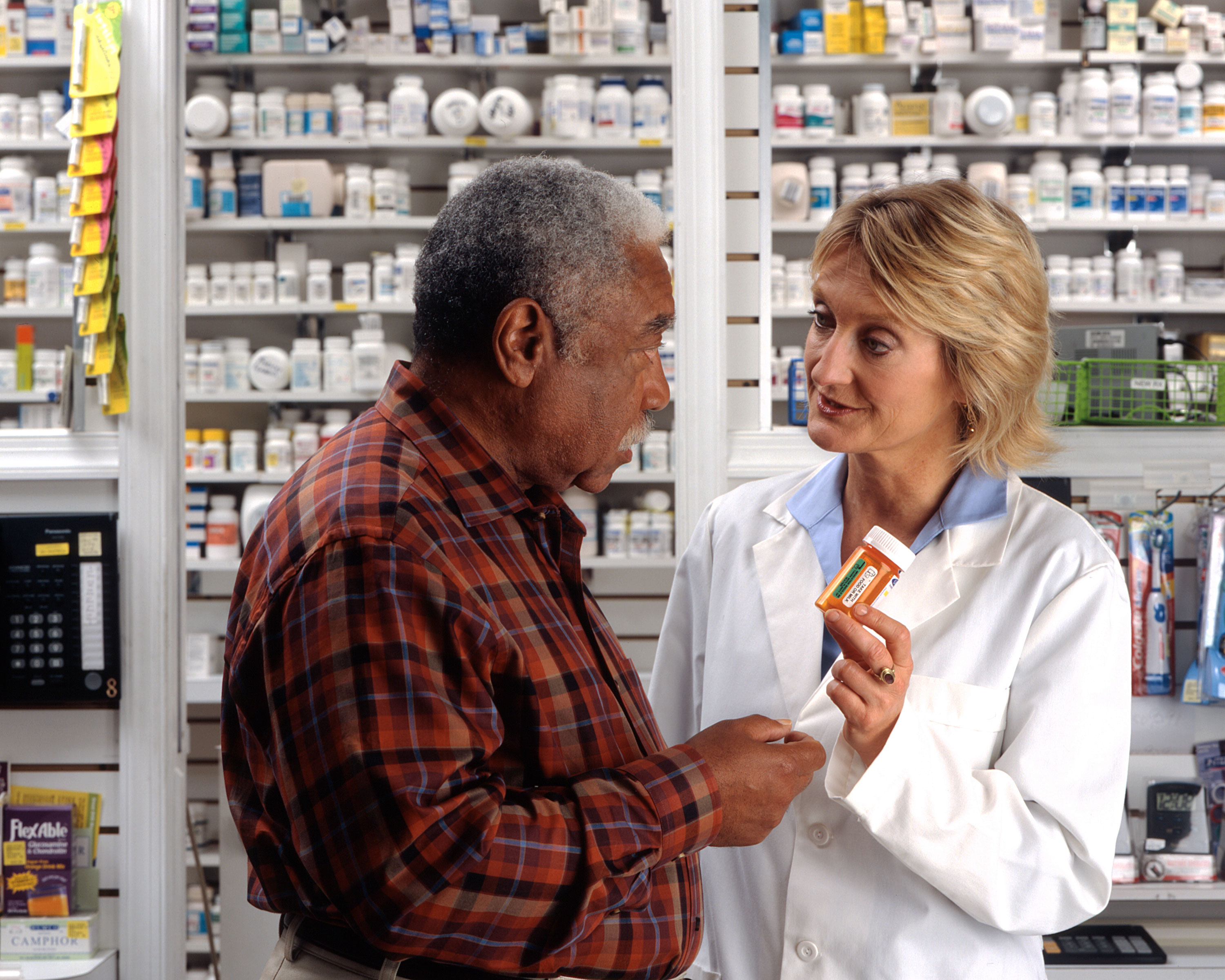

Apotekare som yrke har sitt historiska ursprung i behovet att separera diagnosticering av patient samt förskrivning av läkemedel (läkares traditionella uppgifter) från lagerhållning, tillverkning, beredning och expediering av läkemedel (apotekares traditionella uppgifter). Genom att separera läkaryrket från apotekaryrket kan läkare inte ta betalt för att utföra en expediering (teknisk, medicinsk och farmaceutisk kontroll av läkemedel), samtidigt som de förskriver läkemedlet.  
Internationellt sett varierar såväl grundutbildningen som arbetsuppgifterna för en legitimerad apotekare. I USA utbildas alla apotekare till en klinisk inriktning, medan de svenska apotekarprogrammen har kvar mycket kemi i sina grundutbildningar. I exempelvis Storbritannien har apotekaren som arbetar på apotek fått förskrivningsrätt inom vissa avgränsade områden.

## Apotekare i Sverige
En apotekare i Sverige har genomgått en femårig högskoleutbildning. Utbildningen är sedan 1990-talet EU-anpassad och 5-årig, inklusive 6 månaders praktik förlagd till apotek.  Efter 4,5 år erhåller apotekarstudenten en farmacie magisterexamen och kan därefter välja att göra den frivilliga apotekspraktiken för att bli legitimerad apotekare.
En apotekare är samhällets läkemedelsexpert och innehar kunskaper om läkemedels effekt, funktion, kemiska struktur, tillverkning, användning och de lagar och förordningar som styr hanteringen.
För att få arbeta som apotekare på svenska apotek krävs legitimation från socialstyrelsen, apotekarlegitimation.
Förutom med traditionella apoteksgöromål arbetar apotekare ofta med forskning, undervisning, tillverkning, kvalitetssäkring, marknadsföring samt inom olika offentliga myndigheter. Apotekare kan även arbeta i hälso- och sjukvården för att förbättra läkemedelsanvändningen. Det är vanligt att de apotekare som arbetar inom hälso- och sjukvården även har gått magisterprogrammet i klinisk farmaci. 

### Apotekarutbildning i Sverige
Apotekarprogrammet är på 300 högskolepoäng (före 1 juli 2007: 200 poäng), det vill säga 5 år. Utbildningen till apotekare sker för närvarande på tre olika ställen i Sverige: vid Farmaceutiska fakulteten vid Uppsala universitet, vid Sahlgrenska Akademien på Göteborgs universitet och vid Umeå universitet. Utbildningarna har något olika upplägg, men alla tre ger apotekarexamen. Lunds universitet har sedan 2010 examensrätt för apotekare, men har för närvarande ingen utbildning. Även Umeå universitet har fått examensrätt för apotekarutbildning. Programmet startade hösten 2012 och blev den första apotekarutbildningen i landet som gavs som distansutbildning. Utexaminerade receptarier förväntas kunna - i enlighet med Bolognamodellen - läsa vidare till apotekare genom att bygga på sina studier med de två sista åren av apotekarutbildningen vid Umeå universitet. På så sätt kan även yrkesverksamma receptarier vidareutbilda sig utan att behöva flytta från sin hemort. För att få behörighet till apotekarprogrammet krävs genomgånget naturvetenskapligt program på gymnasiet. Särskild högskolebehörighet i form av Matematik D/4, Biologi B/2, Kemi B/2 samt Fysik B/2 krävs.
Utbildningen består av kurser inom områdena farmakologi, farmaci, kemi, farmakoterapi och biovetenskap. Ett examensarbete omfattande 30 högskolepoäng och 6 månader apotekspraktik ingår också. Utbildningen leder till en apotekarexamen: Master of Science in Pharmacy. Om studiegången så tillåter kan efter 270 högskolepoäng en farmacie magisterexamen tas ut: Master of Pharmaceutical Sciences.
Från 1 januari 2000 måste apotekare och receptarier ha en formell legitimation från Socialstyrelsen för att få utöva dessa yrken.